# Rafael Vecina Aceijas
Rafael Vecina Aceijas (Badalona, 26 d'abril de 1964) és un exjugador de bàsquet català. Amb els seus 2,05 metres d'alçada va jugar en la posició de pivot.

## Carrera esportiva
Vecina es va formar a la pedrera del Sant Josep de Badalona, per jugar després a les categories inferiors del Barça. Tot i això, va ser amb el Joventut amb qui va debutar a la lliga ACB la temporada 1984-85. En total va jugar dos anys a la Penya, en les que va guanyar un títol: la Copa Federación davant el Reial Madrid.
El 1986 fitxa pel Caja Ronda, de Primera B, amb qui assoleix l'ascens a l'ACB aquella mateixa temporada. Jugaria amb l'equip malagueny cinc temporades més, totes a la màxima categoria. La temporada 1992-93 i la següent jugaria a l'Estudiantes, després estaria dos anys jugant al Baloncesto Salamanca per retornar a l'Estudiantes i jugar-ne altres dues temporades més, on es retiraria la temporada 1997-98.
Va ser internacional amb les seleccions promeses i júnior, així com amb l'absoluta, amb la que va jugar en 24 ocasions, incloent l'Europeu de Zagreb el 1989.
Un cop retirat com a jugador, va ser ajudant de Pepu Hernández amb la selecció espanyola, guanyant la medalla d'or al Campionat del Món de bàsquet de 2006 celebrat al Japó. També seria ajudant de Pepu entrenant el DKV Joventut la temporada 2010-11.